# Liste der Biografien/Lane
Liste der Biografien |
Portal Biografien |
Personensuche
# |
A |
B |
C |
D |
E |
F |
G |
H |
I |
J |
K |
L |
M |
N |
O |
P |
Q |
R |
S |
T |
U |
V |
W |
X |
Y |
Z |
?
 
La |
Lb |
Lc |
Le |
Lg |
Lh |
Li |
Lj |
Ll |
Lm |
Lo |
Lp |
Lt |
Lu |
Lv |
Lw |
Lx |
Ly |
Lz
 
Laa |
Lab |
Lac |
Lad |
Lae–Lah |
Lai |
Laj |
Lak |
Lal |
Lam |
Lan |
Lao |
Lap |
Laq |
Lar |
Las |
Lat |
Lau |
Lav |
Law |
Lax |
Lay |
Laz
 
Lana |
Lanc |
Land |
Lane |
Lanf |
Lang |
Lanh |
Lani |
Lanj |
Lank |
Lanl |
Lanm |
Lann |
Lano |
Lanp |
Lanq |
Lanr |
Lans |
Lant |
Lanu |
Lanv |
Lanw |
Lanx |
Lany |
Lanz
Die Liste der Biografien führt alle Personen auf, die in der deutschsprachigen Wikipedia einen Artikel haben. Dieses ist eine Teilliste mit 160 Einträgen von Personen, deren Namen mit den Buchstaben „Lane“ beginnt.

## Lane
- Lane Fox, Martha (* 1973), britische Geschäftsfrau, IT-Beraterin und Politikerin
- Lane Fox, Robin (* 1946), britischer Althistoriker
- Lane Fox-Pitt, St. George (1856–1932), britischer Elektrotechniker
- Lane, Abbe (* 1932), US-amerikanische Schauspielerin und Sängerin
- Lane, Adam (* 1968), US-amerikanischer Jazz-Bassist und Komponist
- Lane, Akira (* 1981), japanische Schauspielerin und Model
- Lane, Alfred (1891–1965), US-amerikanischer Sportschütze
- Lane, Alfred Church (1863–1948), US-amerikanischer Geologe und Mineraloge
- Lane, Allan (1909–1973), US-amerikanischer Schauspieler
- Lane, Allen (1902–1970), britischer Verleger, Pionier des Taschenbuchs in England
- Lane, Amos (1778–1849), US-amerikanischer Politiker
- Lane, Andrew (* 1963), britischer Autor und JournalistAndrew Lane (* 1963)

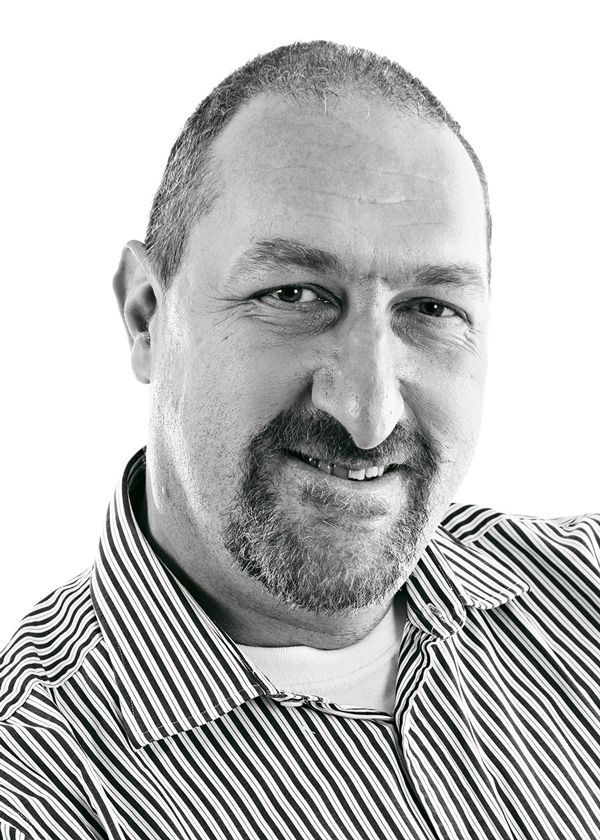
Andrew Lane (* 1963)

- Lane, Anita (1960–2021), australische Singer-Songwriterin
- Lane, Anthony (* 1962), britischer Filmkritiker und Journalist
- Lane, Arthur (1909–1963), englischer Keramikspezialist
- Lane, Barry (* 1955), deutscher Musiker
- Lane, Barry (1960–2022), englischer Golfsportler
- Lane, Ben (* 1997), englischer Badmintonspieler
- Lane, Betty (1907–1996), US-amerikanische Malerin
- Lane, Bettye (1930–2012), US-amerikanische Fotojournalistin
- Lane, Bob (1927–2025), kanadischer Politiker
- Lane, Brendan (* 1990), US-amerikanischer Basketballspieler
- Lane, Briana (* 1985), US-amerikanische Schauspielerin und Musikerin
- Lane, Burton (1912–1997), US-amerikanischer Komponist und Textdichter
- Lane, Campbell (1935–2014), kanadischer Schauspieler
- Lane, Charles (1905–2007), US-amerikanischer Schauspieler
- Lane, Chris (* 1984), US-amerikanischer Country-Sänger und Songwriter
- Lane, Daniel Franklin (* 1973), US-amerikanischer Ornithologe und Vogelillustrator
- Lane, David C. (* 1956), US-amerikanischer Religionswissenschaftler
- Lane, David Eden (1938–2007), US-amerikanischer Neonazi
- Lane, David P. (* 1952), britischer Immunologe und Krebsforscher
- Lane, David Stuart (* 1933), britischer Soziologe
- Lane, David William (1907–1978), britischer Offizier der Luftstreitkräfte des Vereinigten Königreichs
- Lane, Devinn (* 1972), US-amerikanisches Fotomodell und Pornodarstellerin, -regisseurin und -produzentin
- Lane, Diane (* 1965), US-amerikanische SchauspielerinDiane Lane (* 1965)

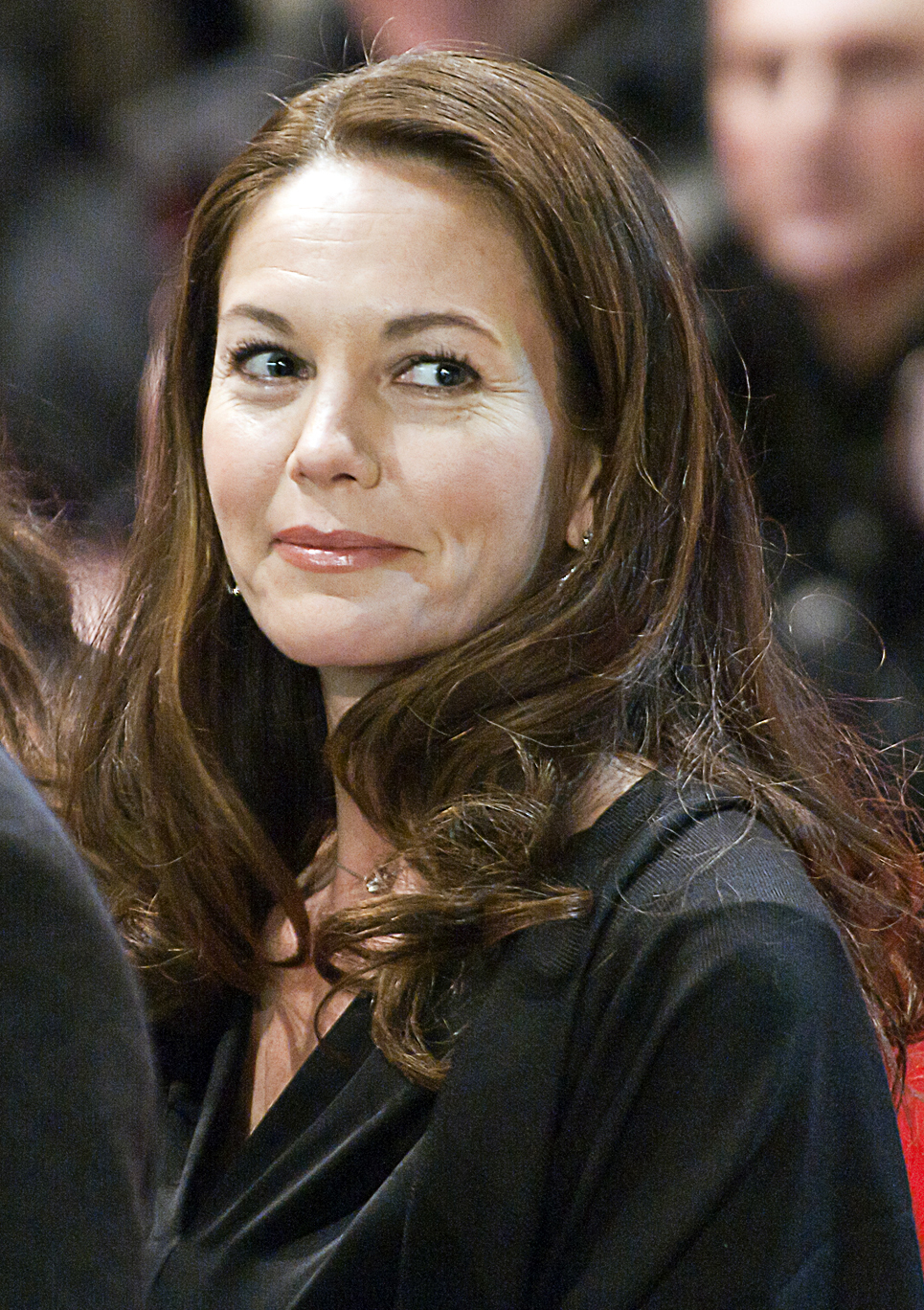
Diane Lane (* 1965)

- Lane, Dick (1928–2002), US-amerikanischer American-Football-Spieler und -Trainer
- Lane, Ebony (* 1998), australische Sprinterin
- Lane, Edward († 1729), schottisch-russischer Schiffbauer
- Lane, Edward (1842–1912), US-amerikanischer Politiker
- Lane, Edward William (1801–1876), britischer Orientalist
- Lane, Elizabeth (1905–1988), englische Anwältin und Richterin
- Lane, Ernest Wilmot (1869–1951), britischer Tennisspieler und Manager
- Lane, Eugene N. (1936–2007), US-amerikanischer Klassischer Philologe und Archäologe
- Lane, Fitz Hugh (1804–1865), US-amerikanischer Maler
- Lane, Francis (1874–1927), US-amerikanischer Leichtathlet
- Lane, Frankie (1948–2011), englischer Fußballtorhüter
- Lane, Franklin Knight (1864–1921), US-amerikanisch-kanadischer Politiker und Journalist
- Lane, Frederic (1900–1984), US-amerikanischer Wirtschaftshistoriker
- Lane, Frederick (1880–1969), australischer Schwimmer
- Lane, Geoffrey, Baron Lane (1918–2005), britischer Jurist
- Lane, George Martin (1823–1897), US-amerikanischer Klassischer Philologe
- Lane, George Sherman (1902–1981), US-amerikanischer Sprachwissenschaftler
- Lane, Gilly (* 1985), US-amerikanischer Squashspieler
- Lane, Gord (* 1953), kanadischer Eishockeyspieler, -trainer und -scout
- Lane, Grace (1876–1956), britische Film- und Theaterschauspielerin
- Lane, Harlan (1936–2019), amerikanischer Psychologe
- Lane, Harriet (1830–1903), US-amerikanische First Lady
- Lane, Harry (1855–1917), US-amerikanischer Politiker
- Lane, Henry Smith (1811–1881), US-amerikanischer Politiker
- Lane, Homer (1875–1925), US-amerikanisch-britischer Pädagoge und Sozialreformer
- Lane, Hugh (1875–1915), irischer Kunstsammler und Kunsthändler
- Lane, Jackie (1941–2021), britische Schauspielerin
- Lane, James Henry (1814–1866), US-amerikanischer Politiker und OffizierJames Henry Lane (1814–1866)

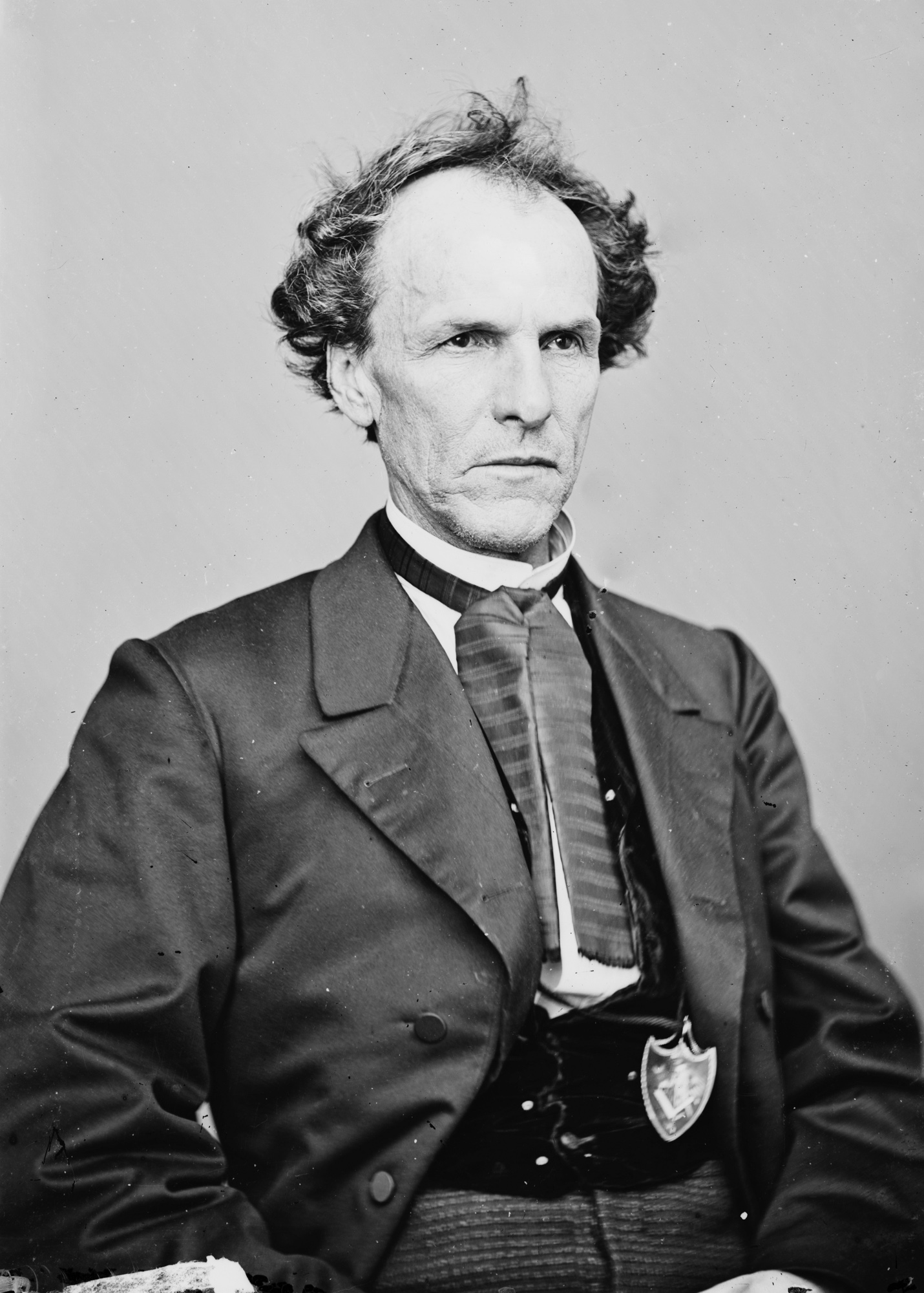
James Henry Lane (1814–1866)

- Lane, James Henry (1833–1907), General der Armee der Konföderierten Staaten von Amerika
- Lane, Jan-Erik (* 1946), schwedischer Politikwissenschaftler und Hochschullehrer
- Lane, Jani (1964–2011), US-amerikanischer Rocksänger
- Lane, Jay (* 1964), US-amerikanischer Musiker
- Lane, Jeremy (* 1990), US-amerikanischer American-Football-Spieler
- Lane, Joe (1892–1959), englischer Fußballspieler
- Lane, Joe (1935–2014), US-amerikanischer Politiker
- Lane, John W. (1835–1888), texanischer Politiker
- Lane, Jon (* 1949), britischer Eiskunstläufer
- Lane, Jonathan Homer (1819–1880), US-amerikanischer Astrophysiker und Erfinder
- Lane, Joseph (1801–1881), US-amerikanischer Politiker
- Lane, Joseph R. (1858–1931), US-amerikanischer Politiker
- Lane, Karl (* 1975), US-amerikanischer Basketballschiedsrichter
- Lane, Karla (* 1987), US-amerikanische Pornodarstellerin
- Lane, Kathleen, US-amerikanische Swing-Sängerin
- Lane, Ken (1912–1996), US-amerikanischer Musikproduzent, Filmkomponist und Musiker
- Lane, Kenneth, US-amerikanischer theoretischer Physiker
- Lane, Kenneth (1923–2010), kanadischer Kanute
- Lane, Lafayette (1842–1896), US-amerikanischer Politiker
- Lane, Lana, US-amerikanische Rocksängerin
- Lane, Lauren (* 1961), US-amerikanische Fernseh- und Theaterschauspielerin
- Lane, Leone (1908–1993), US-amerikanische Schauspielerin
- Lane, Leslie L. (* 1941), britischer Industriedesigner und bildender Künstler
- Lane, Libby (* 1966), britische Geistliche und Bischöfin
- Lane, Lily (* 1987), US-amerikanische Pornodarstellerin
- Lane, Lois (* 1944), britische Pop- und Jazzsängerin
- Lane, Lola (1906–1981), US-amerikanische Schauspielerin
- Lane, Loras Thomas (1910–1968), US-amerikanischer Geistlicher, römisch-katholischer Bischof von Rockford
- Lane, Louis (1923–2016), US-amerikanischer Dirigent
- Lane, Lupino (1892–1959), britischer Bühnenkomiker und Schauspieler beim britischen wie US-amerikanischen Film
- Lane, Maddie, US-amerikanische Schauspielerin
- Lane, Mara (1930–2014), österreichische Filmschauspielerin
- Lane, Margaret (1907–1994), britische Journalistin, Schriftstellerin und Biografin
- Lane, Mark (1927–2016), US-amerikanischer Anwalt, Abgeordneter der New York State Legislature, Bürgerrechtler und Buchautor
- Lane, Melissa Sharon (* 1966), US-amerikanische Politikwissenschaftlerin
- Lane, Michael (1802–1868), britischer Bauingenieur
- Lane, Michael (1933–2015), US-amerikanischer Wrestler und Schauspieler
- Lane, Michael (* 1986), deutsch-amerikanischer Popsänger
- Lane, Mills (1937–2022), US-amerikanischer Ringrichter
- Lane, Morris († 1967), US-amerikanischer Jazzmusiker
- Lane, Morwenna (* 1974), kanadische Biathletin
- Lane, N. Gary (1930–2006), US-amerikanischer Geologe und Paläontologe
- Lane, Nathan (* 1956), US-amerikanischer Schauspieler, Musicaldarsteller und SynchronsprecherNathan Lane (* 1956)

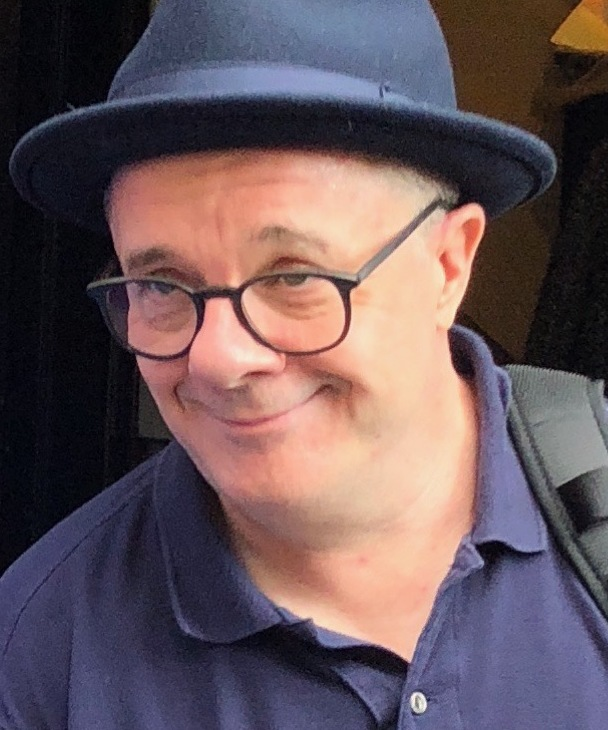
Nathan Lane (* 1956)

- Lane, Neal F. (* 1938), US-amerikanischer Physiker
- Lane, Nick (* 1967), britischer Biochemiker und Autor
- Lane, Nikki (* 1983), US-amerikanische Songwriterin und Country-Musikerin
- Lane, Norman (1919–2014), kanadischer Kanute und Mathematiker
- Lane, Patrick (1934–2012), irischer Politiker, Mitglied des Europäischen Parlaments
- Lane, Patrick (* 1991), australischer Straßenradrennfahrer
- Lane, Peter, Baron Lane of Horsell (1925–2009), britischer Politiker (Conservative Party) und Geschäftsmann
- Lane, Philip R. (* 1969), irischer Ökonom und Chefvolkswirt der Europäischen Zentralbank
- Lane, Priscilla (1915–1995), US-amerikanische Schauspielerin
- Lane, Richard (1899–1982), US-amerikanischer Schauspieler, Fernsehmoderator und Sportkommentator
- Lane, Richard (1918–2008), australischer Schriftsteller und Drehbuchautor
- Lane, Robert E. (1917–2017), US-amerikanischer Politikwissenschaftler und Hochschullehrer
- Lane, Ronnie (1946–1997), britischer Rockmusiker
- Lane, Rose Wilder (1886–1968), US-amerikanische Schriftstellerin und politische TheoretikerinRose Wilder Lane (1886–1968)

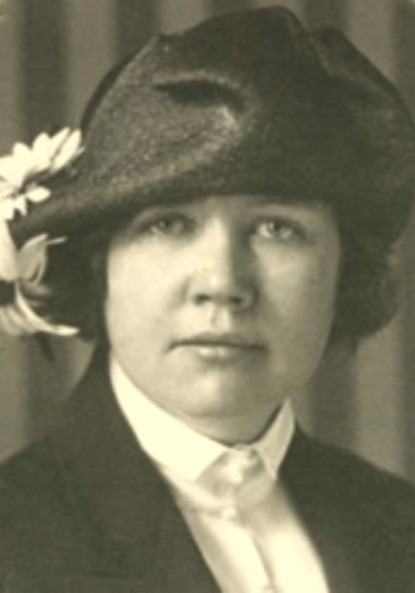
Rose Wilder Lane (1886–1968)

- Lane, Rosemary (1913–1974), US-amerikanische Sängerin und Filmschauspielerin
- Lane, Ryan (* 1987), US-amerikanischer Schauspieler
- Lane, Sara (1949–2023), US-amerikanische Schauspielerin
- Lane, Sasha (* 1995), US-amerikanische Schauspielerin
- Lane, Shawn (1963–2003), US-amerikanischer Rock- und Fusiongitarrist
- Lane, Sirpa (1952–1999), finnische Schauspielerin
- Lane, Steve (1921–2015), britischer Musiker des Hot Jazz und Musikproduzent
- Lane, Sunny (* 1980), US-amerikanische Pornodarstellerin
- Lane, Tami (* 1974), US-amerikanische Maskenbildnerin und Oscarpreisträgerin
- Lane, Thomas J. (1898–1994), US-amerikanischer Politiker
- Lane, Tony (1928–2011), britischer Physiker
- Lane, Tory (* 1982), US-amerikanische Pornodarstellerin und Stripperin
- Lane, Vicky (1926–1983), US-amerikanische Schauspielerin sowie Pop- und Jazzsängerin
- Lane, William († 1814), englischer Verleger und Gründer der Minerva Press
- Lane, William (1861–1917), australischer Utopist, Autor, Journalist und Arbeiterführer
- Lane, William Carr (1789–1863), US-amerikanischer Politiker
- Lane, William Preston (1892–1967), US-amerikanischer Politiker, Gouverneur von Maryland
- Lane-Fox, Felicity, Baroness Lane-Fox (1918–1988), britische Politikerin (Conservative Party)
- Lane-Joynt, William (1855–1921), britischer Sportschütze
- Lane-Nott, Roger (* 1945), britischer Konteradmiral und Wirtschaftsmanager
- Lane-Poole, Stanley (1854–1931), britischer Orientalist und Archäologe

### Laneg
- Lanegan, Mark (1964–2022), US-amerikanischer Sänger und SongwriterMark Lanegan (1964–2022)

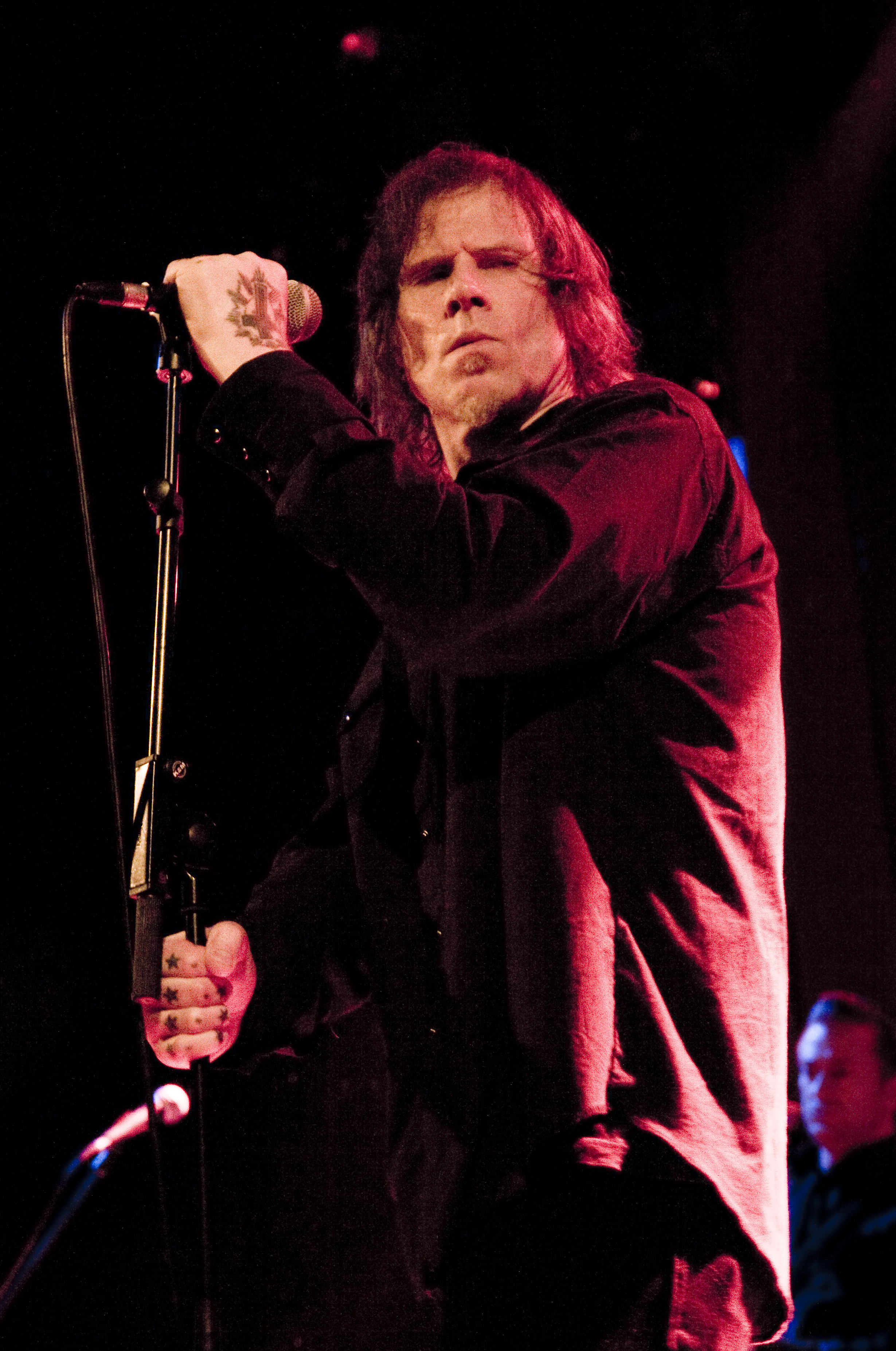
Mark Lanegan (1964–2022)

- Lanegger, Moritz (* 1990), österreichischer Basketballspieler

### Lanem
- Laneman, Alar (* 1962), estnischer Politiker und ehemaliger Brigadegeneral

### Laner
- Laner, Alexander (* 1974), deutscher Künstler
- Laner, Simon (* 1984), italienischer Fußballspieler
- Laneri, Roberto (* 1945), italienischer Musiker und Komponist

### Lanes
- Lanes de Lima, Willian (* 1985), brasilianischer Fußballspieler
- Lanes, Mathieu (1660–1725), französischer Komponist und Organist
- Lanes, Selma G. (1929–2009), amerikanische Autorin, Lektorin, Literaturkritikerin und Journalistin
- Lanese, Bob (1941–2024), US-amerikanischer Trompeter
- Lanese, Tullio (1947–2025), italienischer Fußballschiedsrichter
- Lanessan, Jean-Marie de (1843–1919), französischer Mediziner, Botaniker und Politiker

### Laneu
- Laneuville, Eric (* 1952), US-amerikanischer Regisseur und Schauspieler

### Lanev
- LaNeve, Christopher, US-amerikanischer Offizier, Generalleutnant der US-Army

### Laney
- Laney, Al (1895–1988), US-amerikanischer Sportjournalist
- Laney, Benjamin Travis (1896–1977), US-amerikanischer Politiker, Gouverneur von Arkansas
- Laney, Ryan, Spezialeffektkünstler
- Laney-Hamilton, Betnijah (* 1993), US-amerikanische Basketballspielerin

### Lanez
- Lanez, Tory (* 1992), kanadischer Rapper und SängerTory Lanez (* 1992)

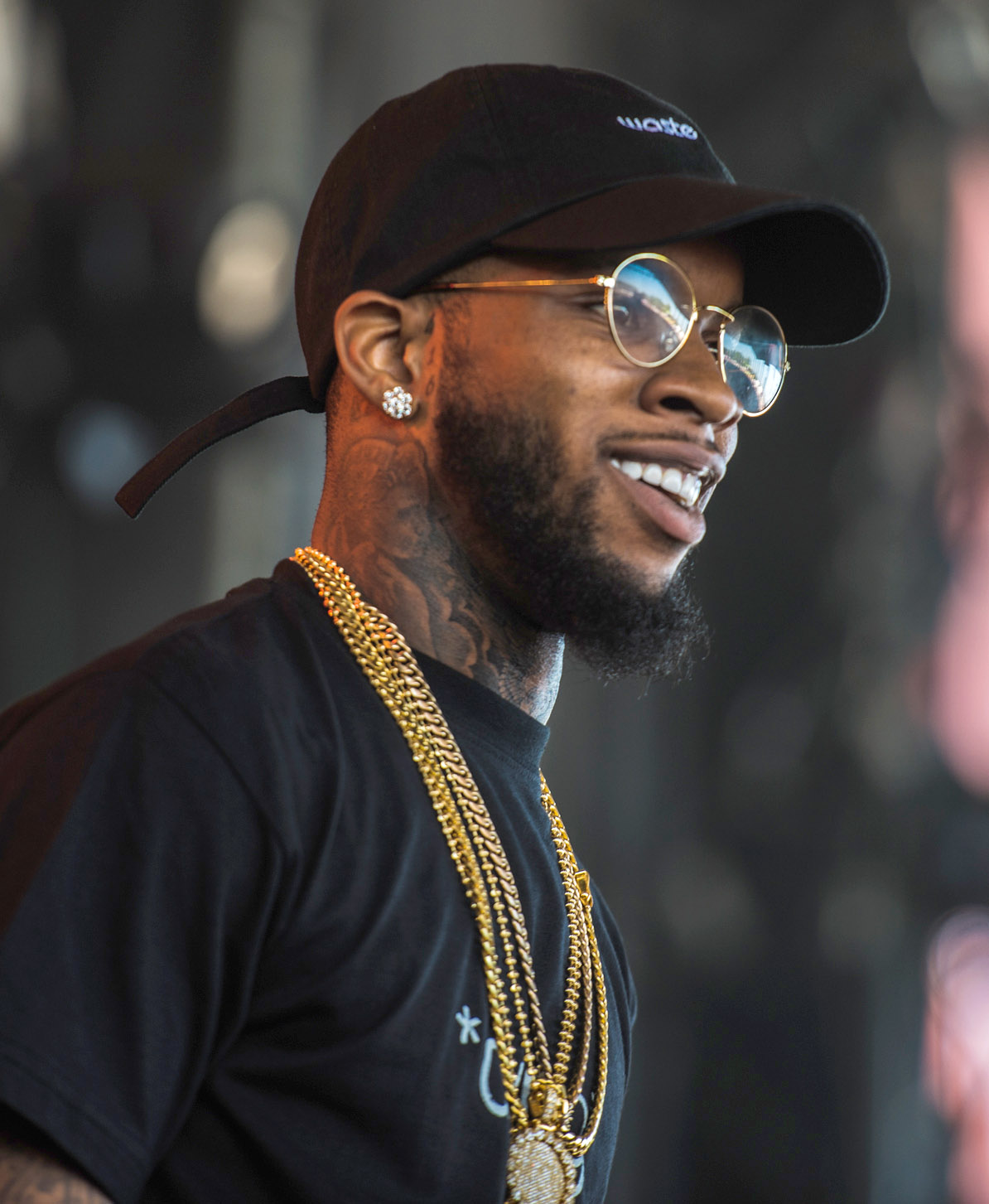
Tory Lanez (* 1992)